# さとうあき子
さとう あき子（-こ、1961年10月15日 - ）は日本の歌手である。本名、佐藤 明子（さとう あきこ）。
所属していた事務所は「小菅音楽事務所」、「スぺイス・シャトル」。所属レコード会社はフォーライフ・レコード。

## 来歴
東京都荒川区出身。身長158cm。東京都立代々木高等学校卒業。
1979年6月21日に「ブルー・バタフライ（Blue Butterfly）」でデビュー。所謂キャンパス・アイドル系である。松本-筒美コンビの佳曲で一時人気は出たが、ヒットまでには至らず、後に体調を崩して引退。

## ディスコグラフィ

### シングル
| 発売日                 | 規格                   | 規格品番               | 面                     | タイトル               | 作詞                   | 作曲                   | 編曲                   |
| フォーライフ・レコード | フォーライフ・レコード | フォーライフ・レコード | フォーライフ・レコード | フォーライフ・レコード | フォーライフ・レコード | フォーライフ・レコード | フォーライフ・レコード |
| ---------------------- | ---------------------- | ---------------------- | ---------------------- | ---------------------- | ---------------------- | ---------------------- | ---------------------- |
| 1979年6月21日          | EP                     | FLS-1051               | A                      | ブルーバタフライ       | 松本隆                 | 筒美京平               | 瀬尾一三               |
| 1979年6月21日          | EP                     | FLS-1051               | B                      | リリシズム             | 松本隆                 | 筒美京平               | 瀬尾一三               |
| 1980年4月21日          | EP                     | FLS-1071               | A                      | Good Bye Girl          | 岡田富美子             | 吉田拓郎               | 木田高介               |
| 1980年4月21日          | EP                     | FLS-1071               | B                      | 6月の海辺              | 三浦徳子               | 菅原進                 | 木田高介               |

## 出演

### ラジオ番組
- ゴローのサンデー・ジョーク（文化放送）- 野口五郎と共演[1]